# Lunarna seizmologija
Lunarna seizmologija je proučavanje gibanja tla na Mjesecu i događaja, tipično udarci ili potresi koji ih stvaraju.

## Povijest
Nekoliko seizmografskih mjernih sustava već je instalirano na Mjesecu i njihovi su podaci dostupni znanstvenicima (poput onih iz Paketa lunarnih površinskih pokusa Apollo). Postojanje potresa bilo je neočekivano otkriće seizmometra koje su na Mjesec postavili astronauti Apolla od 1969. do 1972. godine. Instrumenti koje su postavile misije Apollo 12, 14, 15 i 16 bili su u funkciji sve dok nisu isključeni 1977. Ne vjeruje se da su mjesečevi potresi uzrokovani pomicanjem tektonskih ploča (kao što su zemaljski potresi), već plimnim silama između Zemlje i Mjeseca.

## Glavni nalazi

### Mjesečevi potresi
Zabilježeno je nekoliko kategorija mjesečevih potresa. Zabilježene su stotine dubokih mjesečevih potresa zajedno s 28 plitkih događaja. Dublji potresi uzrokovani su plimnim silama sa Zemljom i uglavnom su se javljali u skupinama. Plitki događaji imaju tektonsko podrijetlo. Iako su rjeđi od dubokih potresa, plitki su potresi bili veći, s veličinama tjelesnih valova > 5,5 i padovima pritiska većim od 100 MPa. Ostali izvori seizmičke aktivnosti uključuju udare meteorita i umjetne signale s mjesečevih modula.

### Struktura Mjesečeve unutrašnjosti
Jedno od ključnih otkrića bilo je poboljšano razumijevanje strukture duboke mjesečeve unutrašnjosti, uključujući postojanje čvrste unutarnje jezgre i oštre granice jezgra-plašta i sloja djelomične taline u osnovi mjesečevog plašta. Čvrsta jezgra ima polumjer oko 240 km i okružena je znatno tanjom tekućom vanjskom jezgrom debljine oko 90 km. Djelomični sloj taline nalazi se iznad vanjske jezgre tekućine i ima debljinu od oko 150 km. Plašt se proteže unutar 45 ± 5 km lunarne površine.

## Ograničenja trenutnog skupa podataka
- Raspršivanje iz megaregolita: Smatra se da su jake varijacije svojstava materijala u blizini Mjesečeve površine, vjerojatno uzrokovane dugom poviješću udarnog krateriranja, odgovorne za složene seizmičke valovite oblike kojima nedostaju jasno reflektirani dolasci koji bi pružili jasne seizmološke dokaze o mjesečevoj jezgri.
- Selenografska rasprostranjenost: Svi Apollovi seizmometri bili su smješteni na bližoj strani Mjeseca. Relativna nestašica mjesečevih potresa promatranih na udaljenoj strani Mjeseca tumači se kao (1) dokaz za prigušujuću jezgru ili (2) pristranost u promatranju s obzirom na to da je lakše otkriti događaje fiksne veličine koji su bliži senzorima.

## Planovi za budućnost
Zbog uspjeha seizometra misije Apollo, nekoliko svemirskih agencija, uključujući i NASA-u, izrazilo je interes za financiranje budućih seizmičkih misija na Mjesec. NASA-in Planetary Science Decadal Survey for 2012. – 2022. navodi mjesečevu geofizičku mrežu kao preporučenu misiju New Frontiers. Misija bi imala zadatak poboljšati znanje o mjesečevoj unutrašnjosti pomoću nekoliko identičnih sletača raspoređenih po mjesečevoj površini. Početkom 2018. NASA-in novi program nazvan Development and Advancement of Lunar Instrumentation (DALI). Cilj je DALI-a jest financirati potencijalne instrumente tako da dosegnu razinu tehnološke spremnosti od 6, što znači da bi se instrumenti mogli predložiti za mogućnosti leta već 2023. godine i ne bi zahtijevali značajan tehnološki razvoj. DALI nastoji financirati instrumente koji bi podržali Odsjek za planetarnu znanost Uprave znanstvenih misija, uključujući željenu mjesečevu geofizičku mrežu. Rok za prijavu prijedloga bio je u proljeće 2018. godine, a odabrani prijedlozi nisu objavljeni od rujna 2018. godine.